# Cryptothele
Cryptothele (лат.) — род пауков-муравьедов из инфраотряда аранеоморфных (Araneomorphae). Тропическая Азия и Австралазия. Известно около 10 видов.

## Описание
Пауки мелких и средних размеров. Имеют очень своеобразное расположение глаз, с передним глазным рядом, изогнутым так, что он образует трапецию. Тропические пауки рода Cryptothele были впервые обнаружены Л. Кохом (1872). Из-за своего причудливого, загадочного вида они были помещены в новый подотряд (Ruditelariae), вместе с пауками-птицеедами из рода Celaenia Thorell, 1868, которые сейчас отнесены к Araneidae. Особи Cryptothele способны покрывать большую часть тела частицами почвы и ила, а втянутые спиннеры прятать за покрытой илом короной волосков. Таким образом, они приобретают загадочный вид, что и послужило причиной их родового названия. Их камуфляж настолько замечателен, что их называют «ходячими грязевыми пауками» (Koh and Ming, 2013) и даже «невидимыми наземными пауками» (Koh, 1989). Их криптический внешний вид и скрытый образ жизни под брёвнами или в лиственной подстилке привели к тому, что они являются одними из самых редких видов в коллекциях, настолько, что только три из десяти видов известны у обоих полов.

## Таксономия
Известно около 10 видов. Представители рода встречаются от Сейшельских островов до Фиджи и Самоа. Отнесение Cryptothele к семейству остаётся неопределённым. Первоначально род был помещён в отдельное семейство Cryptothelidae L. Koch, 1872. Вскоре после этого Саймон (1890) понизил статус этой группы до уровня подсемейства и поместил её в Zodariidae Thorell, 1881, хотя Cryptothelidae имели формальный приоритет. Эта группа была возвращена в статус семейства Дэвисом (Davies, 1985), но затем Вундерлих (Wunderlich, 2004) понизил её статус до подсемейства в составе Zodariidae. В настоящее время более молодое название — Zodariidae — сохранено для нормализации номенклатуры и защищено для использования.
В 1991 году в ревизии семейства Zodariidae арахнолог Жоке (Jocqué, 1991) не включил род в состав из-за его неясного систематического положения. Но в 2014 году синонимию Cydrelinae с Cryptothelinae рассмотрели и подтвердили Рамирес с соавторами (Ramírez et al., 2014).
- Cryptothele alluaudi Simon, 1893 — Сейшельские Острова[11]
- Cryptothele ceylonica O. P-Cambridge, 1877 — Шри-Ланка
- Cryptothele collina Pocock, 1901 — Индия
- ?Cryptothele cristata Simon, 1884 — ? Nomen dubium[12][13]
- Cryptothele doreyana Simon, 1890 — Новая Гвинея, Квинсленд
- Cryptothele marchei Simon, 1890 — Новая Каледония, Марианские острова
- Cryptothele sundaica Thorell, 1890 — Сингапур, Суматра, Ява
  - Cryptothele sundaica amplior Kulczyński, 1911 — Индонезия (Зондские острова)[14]
  - Cryptothele sundaica javana Kulczyński, 1911 — Индонезия (Ява)
- Cryptothele verrucosa L. Koch, 1872 — Самоа, Фиджи